# La Corona (Sant Quirze Safaja)
La Corona és un mas al terme municipal de Sant Quirze Safaja (Moianès) catalogat a l'Inventari del Patrimoni Arquitectònic de Catalunya.

## Situació
Està situada al nord-est del poble de Sant Quirze Safaja, a la part central de la Serra de Barnils. És al sud-oest de les masies de Serracarbassa i de Serratacó, a la mateixa carena de la serra, entre el límit del terme municipal, al nord-oest, i el torrent de l'Espluga, al sud-est.
S'hi accedeix pel Camí de Barnils, que surt del costat mateix de l'església parroquial de Sant Quirze Safaja, a l'extrem de llevant i més enlairat del poble, i s'adreça cap al nord-est pujant en amples revolts per anar a cercar l'extrem sud-oest de la Serra de Barnils i, des d'allí, seguir la carena de la serra. Així, en poc més de 2 quilòmetres arriba a la masia de la Corona.
Al nord i nord-oest de la masia, en el vessant de ponent de la Serra de Barnils, s'estén la Quintaneta de la Corona.

## Descripció
Edifici aïllat de cos rectangular amb cossos afegits, els quals formen un pati tancat davant la façana de la casa. Davant la casa i aïllada, hi ha la pallissa, amb porxo afegit, i entre la casa i la pallissa es troba l'era. Pedres angulars a les cantonades. Casa de planta baixa, pis i golfes. La teulada és a dues aigües. Algunes finestres amb llinda de pedra, altres amb forma d'espitllera. A la façana hi ha la porta d'arc de mig punt dovellada i protegida per un petit porxo. Al damunt hi ha una finestra amb llinda de pedra en la que hi ha esculpit un petit arc conopial. Datació feta per estil, seguint els models típics de finestra.